# Creve Coeur (Missouri)
Creve Coeur város az USA Missouri államában. Lakosainak száma 18 834 fő (2020. április 1.).  A város a Monsanto székhelye.

## Népesség
A település népességének változása:

| 2010 | 17 833 |
| 2020 | 18 834 |